# Bloomsbury Farm
Koordinaten: 38° 14′ 7″ N, 77° 33′ 58″ W

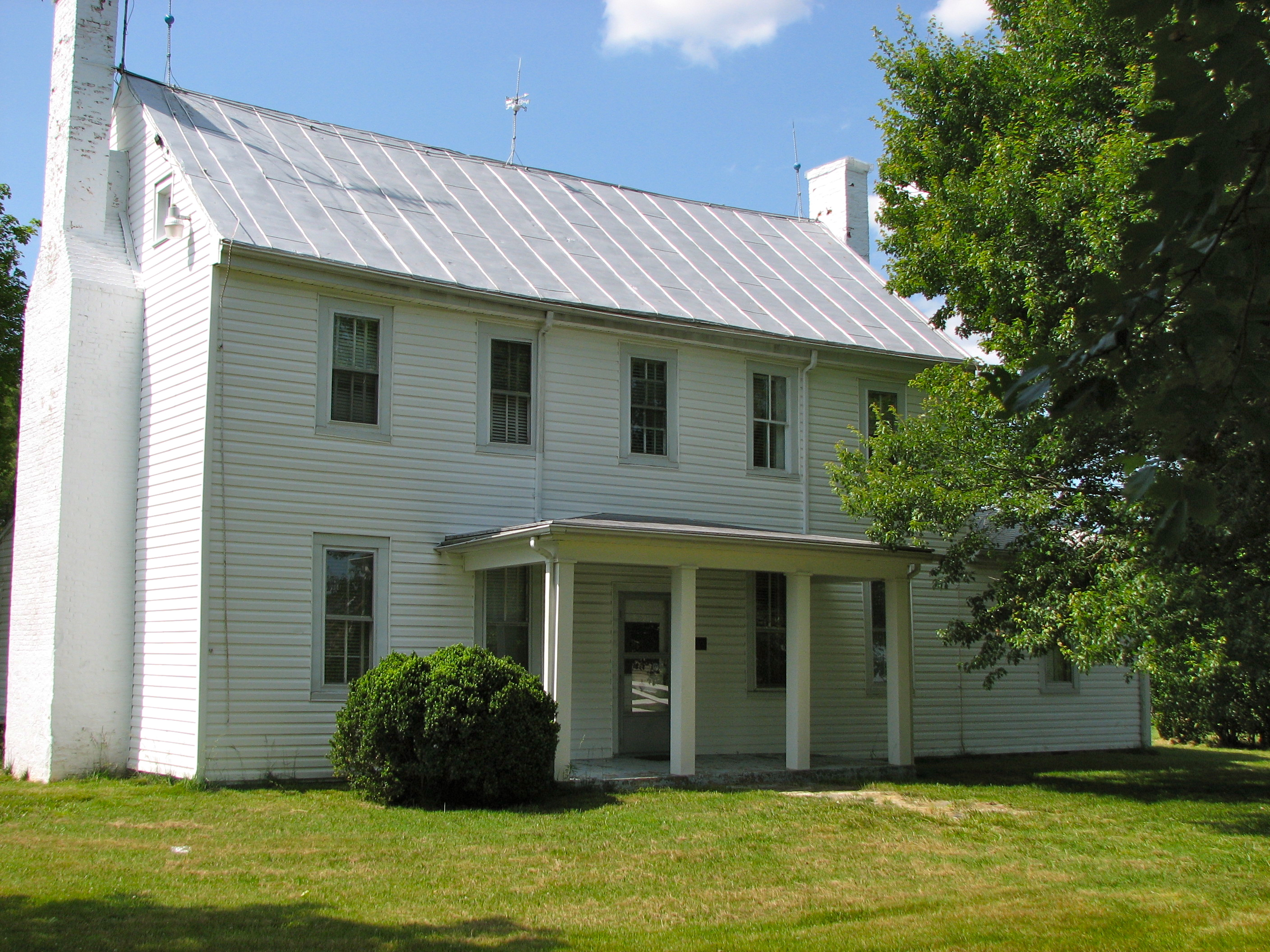
Bloomsbury Farm, im Spotsylvania County, Virginia

Bloomsbury Farm (auch bekannt als Harris Farm) ist ein im 18. Jahrhundert als Holzfachwerkhaus errichtetes Wohngebäude im Spotsylvania County im US-Bundesstaat Virginia. Das Haus wurde zu einem heute nicht mehr näher bekannten Zeitpunkt zwischen 1785 und 1790 von der Familie Robinson errichtet. Das Gebäude ist wegen seiner für das achtzehnte Jahrhundert typischen Konstruktionsmethoden architektonisch signifikant. Die Umgebung ist außerdem historisch bedeutend als Stätte der letzten Auseinandersetzung zwischen Konföderierten und Unionstruppen in der Schlacht bei Spotsylvania Court House am 19. Mai 1864. Bloomsbury Farm wurde am 8. Mai 2000 in das National Register of Historic Places aufgenommen.

## Design und Konstruktion
Das Bloomsbury Farmhaus hat seine Ursprünge in einem Einraumgebäude aus der Zeit gegen Ende des 18. Jahrhunderts. Zu Beginn der 1800er Jahre wurde der Grundriss des Hauses geändert und eine zentrale Halle geschaffen. Bloomsbury ist eine Fachwerkkonstruktion aus Holz. Die verwendeten Balken wurden gehauen und gesägt. Handgeschmiedete Eisennägel wurden zum Verbinden der tragenden Teile des Originalbauwerkes verwendet. Die Zwischenräume innerhalb der Rahmenkonstruktion wurden mit Backsteinen ausgefüllt. Das Haus verfügt über zwei außenliegende Kamine, deren Mauerwerk im Flämischer Verband ausgeführt ist. Die Gründung besteht aus Feldsteinen und verwendet Schwellen, um am östlichen Ende die Ständer des Erdgeschosses zu unterstützen.

## Geschichte
Benjamin Robinson erbte das Land, auf dem sich die Bloomsbury Farm befindet und erbaute das Haus zu einem nicht mehr näher bekannten Zeitpunkt vor seinem Tod 1790. Die Farm verblieb bis 1854 im Eigentum seiner Witwe und deren Abkömmlinge, dann wurde sie verkauft an Clement Harris. In der Zeit, in der Harris die Farm besaß, wurden hier Tabak, Weizen, Indian corn und Hafer erzeugt. Die Farm blieb im Besitz der Harris-Familie, bis Thomas Harris sie 1883 an Charles und Charlotte Phillips verkaufte. Harris kaufte das Land 1888 zurück. 1913 wurde es verkauft an eine Holding, und 1917 erwarb Robert Purvis die Farm. James McGee kaufte sie 1927 von ihm, und von da an diente Bloomsbury der Milchweidewirtschaft.
McGee und seine Familie verkauften Milch unter dem Namen Bloomsbury Sanitary Dairy in Fredericksburg, bis sie 1937 die Produktion auf den Verkauf abgepackter Milch umstellten. Die Familie setzte die Milcherzeugung bis 1966 fort, verkaufte dann jedoch ihre Jersey-Rinder.

## Gefecht auf Harris’ Farm
Am 19. Mai 1864 war Bloomsbury Farm die Stätte einer Auseinandersetzung zwischen Unionstruppen und Konföderierten, als beim Gefecht auf Harris’ Farm konföderierte Soldaten unter dem Befehl von General Richard S. Ewell die in der Nähe der Farm liegende Artilleriedivision von Unionsgeneral Robert O. Tyler angriffen. Dieses Gefecht war die letzte größere Aktion im Rahmen der Schlacht bei Spotsylvania Court House, und es endete am Abend mit dem Rückzug von General Ewells Truppen. Während des Gefechtes wurde das Haus als Feldhospital genutzt. Im Laufe der Schlacht wurden mehr als 2000 Soldaten getötet oder verletzt. Ein 1901 hier aufgestelltes Denkmal erinnert an die gefallenen Soldaten der 1st Massachusetts Heavy Artillery.

## Belege
1. 1 2 3 4  Bloomsbury Farm. (PDF; 668 kB) In: National Register of Historic Places Nomination Form. Virginia Department of Historic Resources, abgerufen am 1. Dezember 2019 (englisch).
2. 1 2  National Register Information System. In: National Register of Historic Places. National Park Service, abgerufen am 9. Juli 2010 (englisch).
3. ↑  Engagement at Harris Farm (Bloomsbury). In: Virginia Historical Highway Markers Search. Virginia Department of Historic Resources, archiviert vom Original am 14. Dezember 2012; abgerufen am 29. Mai 2012 (englisch).